# Aguelmam Azegza
Aguelmam Azegza (franska: Aguelmam Azegza (CR), Aguelmam Azegza (Commune Rurale), arabiska: سبت ايت رحو) är en kommun i Marocko.   Den ligger i provinsen Khénifra och regionen Béni Mellal-Khénifra, i den nordöstra delen av landet, 180 km sydost om huvudstaden Rabat. Antalet invånare är 8 817.